# 야누스의 불꽃 여자
"야누스의 불꽃 여자"는 1987년에 개봉한 대한민국의 영화이다.

## 캐스팅
- 나영희 : 은지 역
- 마흥식 : 강욱 역
- 송경철 : 태식 역
- 김성찬 : 기철 역
- 정한헌 : 순남 역
- 문태선 : 사나이 역
- 김기종 : 신부부 역
- 조춘 : 사내 역
- 조경선 : 종업원 역
- 황금연 : 신부 역
- 남궁원 : 신부 역 (특별출연)